# Дзермегедо
Дзермеге́до (итал. Zermeghedo) —коммуна в Италии, располагается в провинции Виченца области Венеция.
Население составляет 1351 человек (2008 г.), плотность населения составляет 676 чел./км². Занимает площадь 2 км². Почтовый индекс — 36050. Телефонный код — 0444.
Покровителем коммуны почитается святой архангел Михаил, празднование 29 сентября.

## Демография
Динамика населения:

## Администрация коммуны
- Официальный сайт: https://web.archive.org/web/20060507073015/http://www.comune.zermeghedo.vi.it/home/